# Camp Tuto
 Der er for få eller ingen kildehenvisninger i denne artikel, hvilket er et problem. Du kan hjælpe ved at angive troværdige kilder til de påstande, som fremføres i artiklen.

Camp Tuto var en amerikansk base i Grønland. Camp Tuto lå ca. 35 km fra Thule Air Base, og var fra 1953-1957 center for forskning på indlandsisen.
I 1961 havde lejren 125 bygninger der kunne huse op til 500 mand.
Der var præfabrikerede bygninger. Alle bygninger var tøjret til jorden, som på Thule Air Base, for at modstå orkanstormene.
Når vejret var værst, kunne man kun bevæge sig mellem bygningerne via et reb.
Navnet ”Camp Tuto” stammer fra ”Thule take off Camp”.
Årsagen til lejrens placering er nem adgang til indlandsisen.
En senere permafrosttunnel blev bygget, den blev hurtigt lukket.
Forskningsresultaterne førte dog til oprettelse af Camp Century.
Camp Tuto blev lukket som lejr i 1965, men fortsatte med at være base camp for Camp Century. Camp Tuto blev ved lukningen brændt af.